# Лода (Іллінойс)
Лода (англ. Loda) — селище (англ. village) в США, в окрузі Іроквай штату Іллінойс. Населення — 356 осіб (2020).

## Географія
Лода розташована за координатами 40°31′0″ пн. ш. 88°4′32″ зх. д. / 40.51667° пн. ш. 88.07556° зх. д. (40.516760, -88.075496).  За даними Бюро перепису населення США в 2010 році селище мало площу 3,77 км², з яких 3,75 км² — суходіл та 0,02 км² — водойми.

## Демографія
Згідно з переписом 2010 року, у селищі мешкало 407 осіб у 162 домогосподарствах у складі 102 родин. Густота населення становила 108 осіб/км².  Було 182 помешкання (48/км²).
Расовий склад населення:
| - 94,8 % — білих - 1,7 % — чорних або афроамериканців - 0,5 % — корінних американців - 1,0 % — осіб інших рас |

До двох чи більше рас належало 2,0 %. Частка іспаномовних становила 2,2 % від усіх жителів.
За віковим діапазоном населення розподілялося таким чином: 29,2 % — особи молодші 18 років, 58,8 % — особи у віці 18—64 років, 12,0 % — особи у віці 65 років та старші. Медіана віку мешканця становила 34,9 року. На 100 осіб жіночої статі у селищі припадало 90,2 чоловіків;  на 100 жінок у віці від 18 років та старших — 84,6 чоловіків також старших 18 років.
Середній дохід на одне домашнє господарство  становив 55 476 доларів США (медіана — 42 813), а середній дохід на одну сім'ю — 69 006 доларів (медіана — 48 750). Медіана доходів становила 35 000 доларів для чоловіків та 28 750 доларів для жінок. За межею бідності перебувало 25,7 % осіб, у тому числі 28,3 % дітей у віці до 18 років та 23,4 % осіб у віці 65 років та старших.
Цивільне працевлаштоване населення становило 144 особи. Основні галузі зайнятості: освіта, охорона здоров'я та соціальна допомога — 28,5 %, роздрібна торгівля — 13,2 %, виробництво — 12,5 %.